# Éditions Jigal
 (février 2019).
 (mai 2019).
Les Éditions Jigal étaient une maison d'édition fondée en 1989 par Jimmy Gallier.

## Historique
Tout d'abord éditeur du Guide de la musique, et du site Delamusic à destination des professionnels de la musique et du spectacle, Jigal inaugure en 1998 une collection de polars et romans noirs, Jigal Polar. 
En octobre 2022, les éditions Jigal annoncent à ses auteurs sa mise en liquidation judiciaire.

## Catalogue
Basées à Marseille, les Éditions Jigal éditent Polar, Roman Noir et Littérature urbaine. Au catalogue, on trouve notamment Gérard Carré, Noël Sisinni, Pascal Martin,Thierry Brun, Cloé Mehdi, Maurice Attia, Philippe Hauret, Gilles Verdet, Maurice Gouiran, Philippe Georget, Soufiane Chakkouche, Cédric Cham, Sophia Mavroudis, Pierre Pouchairet, Gilles Vincent, Serge Scotto, Del Pappas, Lilian Bathelot, Tito Topin, Maxime Vivas, Serge Yves Ruquet, René Merle, mais également des auteurs de romans noirs et de polars urbains en provenance d'autres suds comme Adlène Meddi (Algérie), Janis Otsiemi (Gabon), Florent Couao-Zotti (Bénin) ou Pierre Boussel (Maroc).

## Récompenses et prix littéraires
- 2002 : le grand prix littéraire de Provence pour Del Pappas, en récompense pour l’ensemble de son œuvre
- 2003 : le prix Sang d'encre des lycéens pour La Nuit des bras cassés de Maurice Gouiran.
- 2004 : le prix d'honneur de Guardia Piemonttese pour Le Couteau sur la langue de René Merle
- 2006 : le grand prix littéraire de Provence pour Sortez vos Morts de Bruno Leydet
- 2006 : le prix virtuel du polar pour Sous les pavés la rage de Maurice Gouiran.
- 2006 : le prix du polar lycéen d'Aubusson pour Le Baiser du congre de Del Pappas.
- 2008 : le prix du zinc pour Marseille sur Maire de Serge Yves Ruquet.
- 2010 : le prix du roman gabonais pour La Vie est un sale boulot de Janis Otsiemi.
- 2011 : le prix du premier roman policier pour L'été tous les chats s'ennuient de Philippe Georget.
- 2011 : le prix SNCF du polar pour L'été tous les chats s'ennuient de Philippe Georget.
- 2012 : le prix du Festival de Nyons pour Lily en eaux troubles de Zolma.
- 2013 : le prix coup de cœur Blues et Polar pour Marseille la ville où est mort Kennedy de Maurice Gouiran.
- 2013 : le prix Livresse de Lire pour Train Bleu train noir de Maurice Gouiran.
- 2013 : le prix de l'Embouchure pour Les Violents de l'automne de Philippe Georget.
- 2014 : le prix EuroPolar de la ville d'Argenteuil pour Djebel de Gilles Vincent
- 2014 : le prix Coup de Cœur Blues et Polar pour Loupo de Jacques-Olivier Bosco
- 2014 : le prix Cezam Prix Littéraire Inter CE 2014 pour Beso de la muerte de Gilles Vincent
- 2015 : le prix Mauvais Genre Val Vert de Clain pour Trois Heures avant l'aube de Gilles Vincent
- 2015 : le prix Interpol'Art 2015 pour La Filière Afghane de Pierre Pouchairet
- 2016 : le prix Coup de Cœur Blues & Polar 2016 pour Au Nom du fric de Pascal Thiriet
- 2016 : le prix Étudiant du Polar 2016 pour Rien ne se perd de Cloé Mehdi
- 2017 : le prix Dora Suarez 2017 pour Rien ne se perd de Cloé Mehdi
- 2017 : le prix Mystère de la Critique 2017 pour Rien ne se perd de Cloé Mehdi
- 2017 : le prix Guy-Vanhor de la Ville de Châteauroux 2017 pour À L'ombre des patriarches de Pierre Pouchairet
- 2017 : le prix EuroPolar des Bibliothèques de la Ville d'Argenteuil 2017 pour Le Paradoxe du cerf-volant de Philippe Georget
- 2017 : le prix La Ruche Des Mots - Polar 2017 pour Le Diable n'est pas mort à Dachau de Maurice Gouiran
- 2017 : le prix Blues & Polar 2017 pour Rien ne se perd de Cloé Mehdi
- 2017 : le prix du Livre Insulaire - Policier 2017 pour Connemara Black de Gérard Coquet
- 2017 : le prix Mille et Une Feuilles Noires 2017 pour Rien ne se perd de Cloé Mehdi
- 2017 : le Trophée 813 du Meilleur Roman Francophone 2017 pour Rien ne se perd de Cloé Mehdi
- 2017 : le prix Michel-Lebrun 2017 pour La Prophétie de Langley de Pierre Pouchairet
- 2018 : le prix Dora Suarez 2018 pour Retour à Duncan's Creek de Nicolas Zeimet
- 2018 : le prix Lyon-Polar 2018 pour Rue des Fantasques d'André Blanc
- 2018 : le prix France Bleu Polar Poche 2018 pour Rien ne se perd de Cloé Mehdi
- 2018 : le prix Polar Romilly sur Andelle 2018 pour La Lettre et le peigne de Nils Barrellon
- 2018 : le Grand Prix du Jury Festival Pôle Art - Plaine-Haute 2018 pour Que Dieu me pardonne de Philippe Hauret
- 2018 : le Grand Prix Littéraire de Provence 2018 pour L'Irlandais de Maurice Gouiran
- 2018 : le prix Mille et Une Feuilles Noires 2018 pour Je suis un guépard de Philippe Hauret
- 2019 : le prix du Cercle du Sablier 2019 pour L'aigle des tourbières de Gérard Coquet
- 2019 : le prix Spécial Dora-Suarez 2019 pour Jaune Soufre de Jacques Bablon
- 2020 : le prix Spécial Dora-Suarez 2020 pour Broyé de Cédric Cham
- 2021 : le Grand prix du jury du festival Pôle Art 2021 pour Stavros contre Goliath de Sophia Mavroudis
- 2021 : le prix Dora-Suarez 2021 pour Fucking Melody de Noël Sisinni
- 2021 : le prix Leclerc-Obscur 2021 pour Fucking Melody de Noël Sisinni

## Romans traduits à l'étranger
- L'été tous les chats s'ennuient de Philippe Georget : traduit en Italie (E/0 Edizione), Angleterre (Europa Editions), Allemagne (Ullstein) et États-Unis (Europa Editions)[2].
- Les Violents de l'automne de Philippe Georget : traduit en Italie, Angleterre, Allemagne et États-Unis (Europa Editions)[2].

- Le Paradoxe du Cerf Volant de Philippe Georget : traduit en Italie (E/O Editions[2].
- Djebel de Gilles Vincent : traduit en Grèce (Kastaniotis éditions)
- Beso de la muerte de Gilles Vincent : traduit en Grèce (Kastaniotis éditions)
- Trois heures avant l'aube de Gilles Vincent : traduit en Grèce (Kastaniotis éditions)
- Méfaits d'hiver de Philippe Georget : traduit en Italie, Angleterre, Allemagne et États-Unis (Europa Editions)[2].
- African Tabloid de Janis Otsiemi : traduit en Allemagne (Polar Verlag).

- Retour à Duncan's Creek de Nicolas Zeimet : traduit en Allemagne (Polar Verlag).